# Gontrán de Beaumont Portales
Gontrán Luis de Beaumont Portales (Santiago, 6 de octubre de 1893-ibídem, 1975) fue un médico-cirujano, gíneco-obstetra y militar chileno del siglo XX.

## Biografía

### Familia y  estudios
Nació en Santiago de Chile el 6 de octubre de 1893 y fue bautizado con los nombres de Gontrán Luis, siendo el hijo mayor de sus padres, Juan Luis de Beaumont y White (Santiago, 1870-1943), y de María Teresa Portales y de las Cuevas, la que a su vez era descendiente de los marqueses de La Pica, nieta paterna de Manuel Portales y Fernández de Palazuelos
Hizo sus estudios secundarios en el Instituto Nacional de Santiago y luego ingresó a la Facultad de Medicina de la Universidad de Chile. Estuvo como internado en el Hospital del Salvador desde 1915, y se tituló con distinción máxima como médico-cirujano y gíneco-obstetra el 23 de noviembre de 1923 con la tesis Contribución al estudio de las meno y metrorragias discrásicas.

### Trayectoria profesional

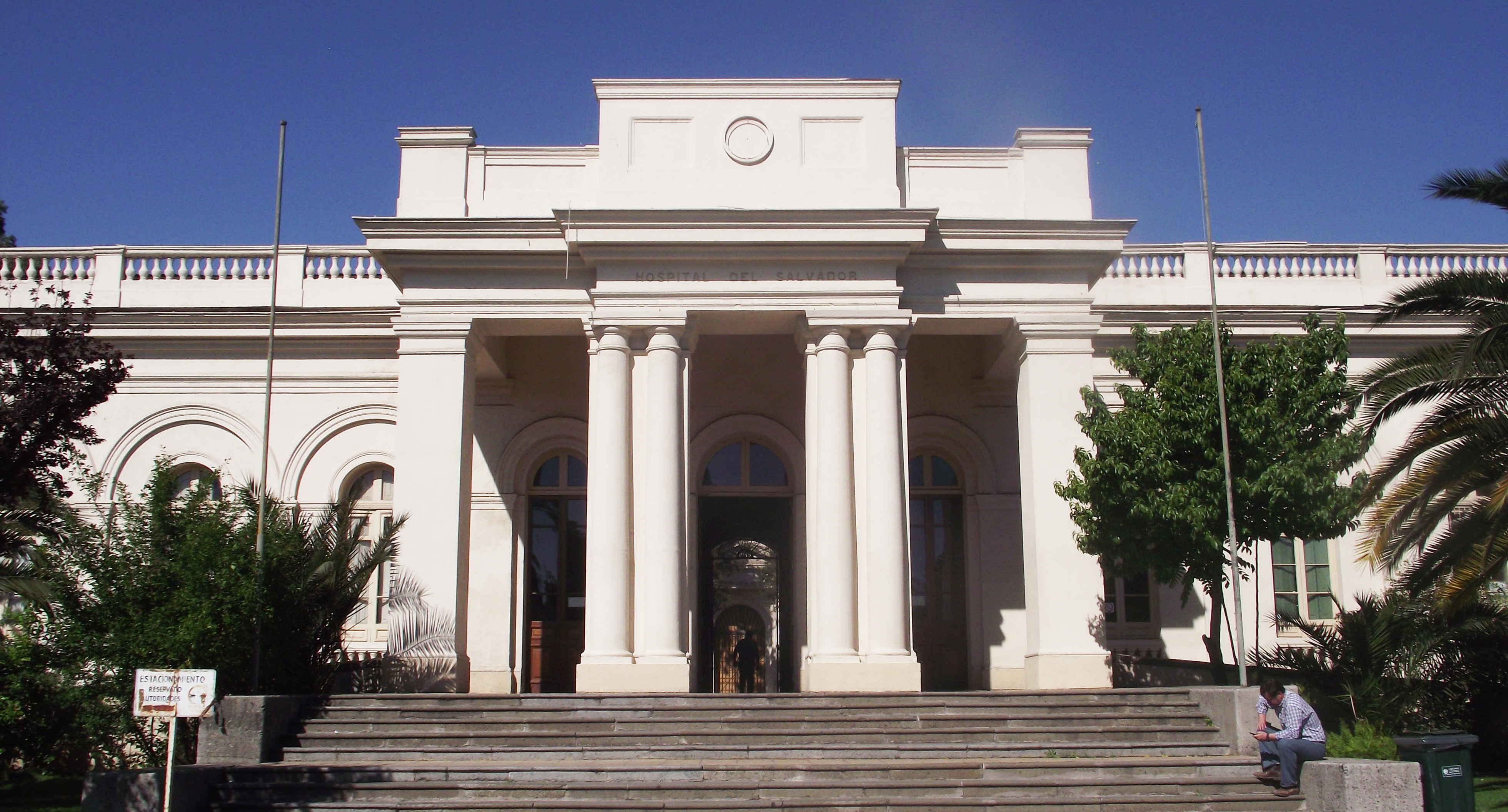
Hospital del Salvador de Santiago de Chile.

En 1936 fue a realizar estudios de postgrado en Europa. En la Universidad de París-La Sorbona, Francia, con los profesores Faure y Druary; en la Universidad de Münich, Alemania, con el profesor Döderlein; en la Universidad de Estrasburgo, Francia, con el profesor Keller; en la Universidad de Franckfurt, con el profesor Seitz; y en la Universidad de Génova con el profesor Durante. Finalmente, perfeccionó sus estudios de ginecoobstetricia en la Universidad de Heidelberg, Alemania.
Durante su estancia en Europa, y antes de la Segunda Guerra Mundial, trabajó en el Hospital Militar de Val-de-Grâce de París, donde le fue ofrecida la dirección del Servicio de Ginecología y Obstetricia de dicha institución. Declinó el ofrecimiento pues ya estaba casado y tenía hijos menores en Santiago.
Fue el organizador, fundador y Ginecólogo Jefe de la Asistencia Pública de la comuna de Providencia, donde trabajó durante 6 años “ad honorem”. Fue jefe del Servicio de Ginecología del Hospital del Salvador desde el 20 de agosto de 1936 y por 21 años sin interrupción, lugar donde existe una placa conmemorativa con su nombre.
Ejerció también su profesión de manera particular, en su consulta de Agustinas 972, en el centro de Santiago. Finalmente, se desempeñó durante varios años como jefe del Departamento Psicotécnico de la Dirección de Tránsito de la Ilustre Municipalidad de Las Condes, hasta poco antes de fallecer.

### Trayectoria militar
Ingresó al Ejército de Chile el 25 de abril de 1914 con el grado de teniente 2.º del arma de Caballería, haciendo el Servicio Militar en el Regimiento de Caballería N°2 “Cazadores” y en la Escuela de Ingeniería Militar. Posteriormente, hizo todos los cursos necesarios para profesionales en la Academia de Guerra, incluido el de “Informaciones” (Inteligencia), siendo ascendido más tarde al grado de Capitán de Sanidad y Cirujano de la Escuela de Caballería del Ejército.
Participó como Cirujano Militar en la movilización de 1920, decretada por el presidente Sanfuentes, al norte del país. En 1924 fue, durante 6 meses, Cirujano, Ginecólogo y Obstetra de la Guarnición y ciudad de Tacna, Chile, desempeñando estas funciones en el hospital de dicha ciudad.
En 1932 organizó el Servicio de Ginecología del Hospital Militar de Santiago -sala y policlínico-, y más tarde fue Asesor Técnico de dicho servicio.
Fue cirujano militar y ginecólogo de la Guarnición de Santiago durante 14 años, siendo promovido al grado de Mayor de Sanidad en 1947, para luego ser ascendido al grado de Coronel Cirujano del Ejército de Chile. Fue Jefe de la Sección Médica e Higiénica del Depto. de Sanidad de la institución y segundo Jefe de la Sanidad del Ejército.
Sirvió en la beneficencia pública por 22 años; en el Hospital del Salvador, 21 años y 6 meses; y en el Ejército de Chile, poco más de 31 años.
Fue jinete de la Escuela de Caballería del Ejército, donde obtuvo el título "Maestro de Equitación" con medalla de oro.

### Familia y descendencia
Contrajo matrimonio en Santiago el 15 de noviembre de 1927, con María Amanda Contreras Bañados (1903-1985), Camarera de la Cofradía de la Virgen del Carmen de la Catedral de Santiago y activa benefactora de la iglesia parroquial de Santa María de Las Condes, hija del general Luis Alberto Contreras y Sotomayor, descendiente de los marqueses de Villa Palma de Encalada y pionero de la Aviación Chilena, y de Teresa Bañados y Molina, la que a su vez era descendiente de los Emperadores Incas del Perú. Fueron padres de siete hijos, cuatro de los cuales cuentan con descendencia hasta el día de hoy.
Falleció en su residencia de la actual calle Las Azucenas N°132 de Las Condes en 1975 y sus restos fueron sepultados en la bóveda de la familia Portales Palazuelos del Patio Histórico del Cementerio General de Santiago, entierro familiar que él mismo restauró junto a su madre en la década de 1950.